# 考卡河谷省
考卡河谷省（西班牙語：Departamento del Valle del Cauca）是位于哥伦比亚西部太平洋畔的一个省，首府卡利，面积为22,195平方千米，2018年人口为4,755,760。